# Turbonilla louiseae
Turbonilla louiseae is een slakkensoort uit de familie van de Pyramidellidae. De wetenschappelijke naam van de soort is voor het eerst geldig gepubliceerd in 1954 door Clarke.